# Gerhard Branstner

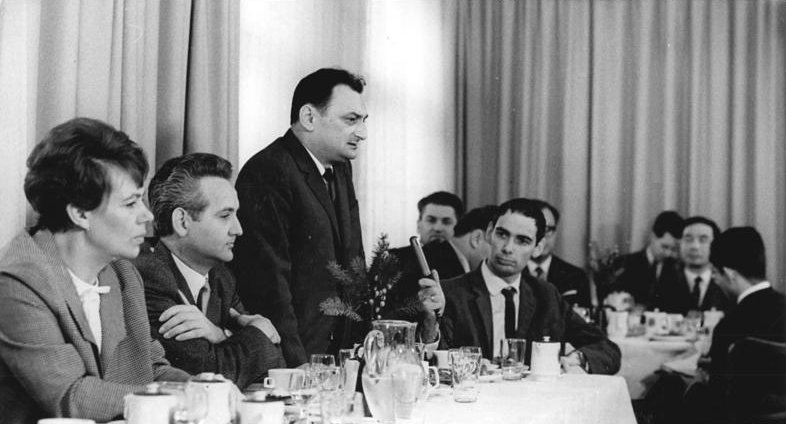
Gerhard Branstner (2. v. l.)
am 4. Dezember 1967 in Ostberlin

Gerhard Branstner (* 25. Mai 1927 in Blankenhain; † 18. August 2008 in Berlin) war ein deutscher Schriftsteller.

## Leben
Branstner besuchte ab 1934 die Volksschule und begann 1942 eine dreijährige Verwaltungslehre. Nach zweiwöchigem Fronteinsatz kam er 1945 kurzzeitig in amerikanische Kriegsgefangenschaft. Anschließend war Branstner in französischer (bis 1947) und zuletzt in belgischer Kriegsgefangenschaft, aus der er 1947 entlassen wurde. Als Sohn armer Eltern (sein Vater war Porzellanarbeiter) erhielt er in der DDR von 1949 bis 1951 die Möglichkeit, sein Abitur an der Arbeiter-und-Bauern-Fakultät in Jena nachzuholen. Anschließend studierte er von 1951 bis 1956 Philosophie an der Humboldt-Universität zu Berlin, an der er später auch als Dozent tätig war. 1953 heiratete Branstner. Aus der Ehe gingen zwei Söhne (geboren 1955 und 1957) sowie eine Tochter (geboren 1959) hervor. Mit einer Arbeit Über den Humor und seine Rolle in der Literatur promovierte er 1963 zum Dr. phil. (später als „Kunst des Humors“ veröffentlicht). Ab 1962 war er Cheflektor im Eulenspiegel-Verlag und im Verlag Das Neue Berlin und wurde 1968 freiberuflicher Schriftsteller. Der 1973 erschienene Band Ich kam, sah und lachte enthält acht Vertonungen von Branstner-Gedichten. Sechs davon hat Branstner komponiert, eine Siegfried Matthus, eine weitere Wolfgang Pietsch.
Branstner war ab 1960 bis mindestens 1983 inoffizieller Mitarbeiter der DDR-Staatssicherheit unter den Decknamen „Friedrich“ und „Richter“.
Im April 2000 wurde Branstner aufgrund seines am 14. März 2000 in der Jungen Welt veröffentlichten Artikels Klartext, Herr Genosse Gysi! aus der PDS ausgeschlossen; der Ausschluss wurde allerdings bereits im Juni aufgrund seines Einspruchs von der Bundesschiedskommission der Partei wieder aufgehoben.
Zuletzt lebte er in Berlin und trat dort, neben seiner Tätigkeit als Autor, zumeist auf Theaterveranstaltungen und Lesungen auf. Sein Grab befindet sich auf dem Dorotheenstädtischen Friedhof in Berlin.

## Werke
- Ist der Aphorismus ein verlorenes Kind? Aufbau Verlag, Berlin 1959, DNB 450589706
- Zu Besuch auf der Erde. Mitteldeutscher Verlag, Halle 1961, DNB 450589722
- Neulichkeiten: Geschichten mit und ohne Spass. Eulenspiegel-Verlag, Berlin 1964, DNB 450589714
- Der verhängnisvolle Besuch. Kriminalroman Das Neue Berlin, Berlin 1967, DNB 456176187
- Die Weisheit des Humors. Sprüche und Aphorismen zur Lebenskunst. VEB Hinstorff, Rostock 1968, DNB 740517066 (mit Illustrationen von Helmut Merten)
- Die Reise zum Stern der Beschwingten : Schilderg der galaktischen Erfahrungen etlicher Erdenmenschen, die versehentlich in die Milchstrasse geraten sind ... VEB Hinstorff, Rostock 1969, DNB 572501706
- Nepomuk. VEB Hinstorff, Rostock 1969, DNB 572501684 (mit Illustrationen von Klaus Ensikat)
- Der falsche Mann im Mond. Utopischer Roman VEB Hinstorff, Rostock 1970, DNB 572501668
- Der Narrenspiegel. VEB Hinstorff, Rostock 1971, DNB 740041711
- Der astronomische Dieb. Utopische Anekdoten um den erfindungsreichen Mechanikus Fränki und seinem ihm anhängenden Freund Joschka. Das Neue Berlin, Berlin 1973, DNB 740484168 (mit Illustrationen von Albrecht von Bodecker)
- Ich kam, sah und lachte. Balladen, Anekdoten und Aphorismen. Henschelverlag, Berlin 1973, DNB 57250165X
- Plebejade oder Die wundersamen Verrichtungen eines Riesen. Der Morgen, Berlin 1974, DNB 750062797 (mit Illustrationen von Klaus Ensikat)
- Vom Himmel hoch oder Kosmisches Allzukomisches. Das Neue Berlin, Berlin 1974, DNB 750292148
- Der Sternenkavalier. Das Neue Berlin, Berlin 1976, DNB 207985588
- Der Esel als Amtmann oder das Tier ist auch nur ein Mensch : Fabeln. Der Morgen, Berlin 1976, DNB 770042066
  - Neuauflage: Der Esel als Amtmann oder Das Tier ist auch nur ein Mensch. mit Zeichnungen von Hans Ticha. Frankfurt am Main 1979, ISBN 3-596-22425-X
- Der Himmel fällt aus den Wolken. Der Morgen, Berlin 1977, DNB 770440940
- Kantine : eine Disputation in 5 Paradoxa., VEB Hinstorff, Rostock 1977, DNB 810354365
- Handbuch der Heiterkeit. Mitteldeutscher Verlag, Halle 1979, DNB 202108775
- Kunst des Humors – Humor der Kunst : Beitrachtungen zu einer fröhlichen Wissenschaft. Mitteldeutscher Verlag, Halle 1980, DNB 810171848
- Der indiskrete Roboter. Mitteldeutscher Verlag, Halle 1980, DNB 800511271
- Die Ochsenwette. VEB Hinstorff, Rostock 1980, DNB 810253186
- Gerhard Branstners Spruchsäckel. Prisma-Verlag, Leipzig 1982, DNB 830122400
- Das eigentliche Theater oder Die Philosophie des Augenblicks. Mitteldeutscher Verlag, Halle 1984, DNB 850057221
- Das Verhängnis der Müllerstochter. Mitteldeutscher Verlag, Halle 1985, DNB 860224589
- Der negative Erfolg. Mitteldeutscher Verlag, Halle 1985, DNB 860224732
- Heitere Poetik. Mitteldeutscher Verlag, Halle 1987, DNB 871051311
- Heitere Dramatik. Mitteldeutscher Verlag, Halle 1988, DNB 207274525
- Verbürgerlichung. GNN-Verlag, Schkeuditz 1996, ISBN 3-929994-56-9
- Das Prinzip Gleichheit. GNN-Verlag, Schkeuditz 1996, ISBN 3-929994-69-0
- Revolution auf Knien. Verlag am Park, Berlin 1997, ISBN 3-932180-08-9
- Rotfeder. Verlag am Park, Berlin 1998, ISBN 3-932180-37-2
- Der eigentliche Mensch. Argument Verlag, Hamburg 1998, DNB 965699196
- Witz und Wesen der Lebenskunst oder die zweite Menschwerdung. GNN-Verlag, Schkeuditz 1999, ISBN 3-932725-98-0
- Marxismus der Beletage. GNN-Verlag, Schkeuditz 2000, ISBN 3-89819-029-3
- Die Welt in Kurzfassung. Kai Homilius Verlag, Berlin 2001, ISBN 3-89706-895-8
- Das System Heiterkeit.  Philos Salon, Berlin 2001, DNB 96569903X
- Die neue Weltofferte. GNN-Verlag, Schkeuditz 2002, ISBN 3-89819-114-1
- Gegenwelt : ein Überlebensmittel. Philos Salon, Berlin 2002, DNB 965698947
- Die Narrenschaukel. docupoint, Magdeburg 2004, ISBN 3-938142-11-1
- Die exquisiten Fünf Dingsda-Verlag, Leipzig 2006:
  - 1.Die Pyramide. ISBN 3-928498-55-X
  - 2.Kuriose Geschichten. ISBN 3-928498-57-6
  - 3. Kollagenrevuen. ISBN 3-928498-74-6
  - 4. Neue Lieder. ISBN 3-928498-75-4
- Liebengrün : ein Schutzengel sagt aus. Autobiografie, Kai Homilius Verlag, Berlin 2007, ISBN 3-89706-850-8

## Aphorismen (Auswahl)
(Quelle: )
- Leider machen wir mitunter so unintelligente Fehler, dass wir nicht einmal daraus etwas lernen können.
- Wenn Lügen kurze Beine haben, muss die Wahrheit doch nicht auf Stelzen gehen.
- Das Einfache schwerverständlich zu machen ist die Genialität der Dummköpfe.

## Rezensenten über Branstner
„Ein Spezialist ausgesprochen humoristischer SF ist Gerhard Branstner. Sein … Die Reise zum Stern der Beschwingten ist eine swiftsche Reise durch verschiedene groteske Staatswesen, darunter einen Staat der Molch-Kapitalisten oder Kapitalistenmolche. Die Bewohner des ‚Sterns der Beschwingten‘ treiben sprachlich ein heiteres Spiel mit der Wirklichkeit. ‚Gerade durch dieses heitere Spiel, welches den Ernst verstellt, wird aber die Wirklichkeit nur um so treffender bezeichnet.‘“